# Campeonato Mundial de Natação em Piscina Curta de 2016 - 4x100 m medley feminino
A prova dos 4x100 metros medley feminino do  Campeonato Mundial de Natação em Piscina Curta de 2016 foi disputado no dia 11 de dezembro no Centro WFCU em Windsor, Canadá.

## Recordes
Antes desta competição, os recordes mundiais e do campeonato nesta prova eram os seguintes:
|                       | Nome                                                                                           | Nacionalidade  | Tempo   | Local        | Data                   |
| --------------------- | ---------------------------------------------------------------------------------------------- | -------------- | ------- | ------------ | ---------------------- |
| Recorde mundial       | Courtney Bartholomew (56,08) Katie Meili (1:02,88) Kelsi Worrell (55,01) Simone Manuel (51,23) | Estados Unidos | 3:45.20 | Indianápolis | 11 de dezembro de 2015 |
| Recorde do campeonato | Zhao Jing (56,52) Zhao Jin (1:04,20) Liu Zige (55,80) Tang Yi (51,77)                          | China          | 3:48.29 | Dubai        | 17 de dezembro de 2010 |

Os seguintes recordes mundiais ou do campeonato foram estabelecidos durante esta competição: 
| Data           | Evento | Nome                                                                                          | Nacionalidade  | Tempo   | Notas                 |
| -------------- | ------ | --------------------------------------------------------------------------------------------- | -------------- | ------- | --------------------- |
| 11 de dezembro | Final  | Alexandra DeLoof (56,68) Lilly King (1:03,71) Kelsi Worrell (55,48) Mallory Comerford (52,02) | Estados Unidos | 3:47.89 | Recorde do campeonato |

## Medalhistas
| Ouro | Prata | Bronze                                                                       |
| Estados Unidos · Ali DeLoof · Lilly King · Kelsi Worrell · Mallory Comerford · Hellen Moffitt* · Molly Hannis* · Sarah Gibson* · Amanda Weir* | Canadá · Kylie Masse · Rachel Nicol · Katerine Savard · Penny Oleksiak · Hilary Caldwell* · Taylor Ruck* | Austrália · Emily Seebohm · Jessica Hansen · Emily Washer · Brittany Elmslie |

*Participaram apenas das eliminatórias, mas também receberam medalhas.

## Resultados

### Eliminatórias
As eliminatórias ocorreram dia 11 de dezembro. 21  nacionalidades participaram da competição. 
| Colocação | Bateria | Raia | Nacionalidade  | Nome | Tempo     | Notas            |
| --------- | ------- | ---- | -------------- | --- | --------- | ---------------- |
| 1.        | 3       | 5    | Estados Unidos | Hellen Moffit (58,32) Molly Hannis (1:03,54) Sarah Gibson (57,81) Amanda Weir (53,18)                                | 3:52,85   | Q                |
| 2.        | 2       | 5    | Japão          | Emi Moronuki (58,22) Miho Teramura (1:03,88) Rikako Ikee (56,74) Tomomi Aoki (54,13)                                 | 3:52,97   | Q                |
| 3.        | 2       | 3    | Austrália      | Emily Seebohm (56,97) Jessica Hansen (1:05,31) Emily Washer (57,58) Brittany Elmslie (53,12)                         | 3:52,98   | Q                |
| 4.        | 2       | 8    | Canadá         | Hilary Caldwell (57,84) Rachel Nicol (1:05,94) Katerine Savard (56,90) Taylor Ruck (53,00)                           | 3:53,68   | Q                |
| 5.        | 3       | 7    | Itália         | Silvia Scalia (58,50) Martina Carraro (1:05,66) Silvia Di Pietro (57,18) Federica Pellegrini (53,26)                 | 3:54,60   | Q                |
| 6.        | 2       | 7    | Rússia         | Marija Kamieniewa (58,37) Natalja Iwaniejewa (1:05,10) Wieronika Popowa (58,04) Rozalija Nasrietdinowa (54,14)       | 3:55,65   | Q                |
| 7.        | 3       | 4    | China          | Chen Jie (57,39) Shi Jinglin (1:07,33) Zhang Yufei (57,41) Zhu Menghui (54,08)                                       | 3:56,21   | Q                |
| 8.        | 3       | 6    | Reino Unido    | Georgia Davies (56,86) Molly Renshaw (1:06,13) Laura Stephens (58,62) Kathleen Dawson (55,03)                        | 3:56,64   | Q                |
| 9.        | 3       | 8    | Chéquia        | Simona Baumrtová (57,77) Martina Moravčíková (1:07,32) Lucie Svěcená (58,13) Barbora Seemanová (53,64)               | 3:56,86   | Recorde nacional |
| 10.       | 3       | 3    | Suécia         | Hanna Rosvall (1:00,12) Jessica Eriksson (1:05,73) Sara Junevik (58,78) Nathalie Lindborg (54,71)                    | 3:59,34   |                  |
| 11.       | 3       | 2    | Islândia       | Eygló Gústafsdóttir (58,14) Hrafnhildur Lúthersdóttir (1:06,20) Bryndis Hansen (59,71) Johanna Gustafsdottir (56,03) | 4:00,08   |                  |
| 12.       | 2       | 2    | Finlândia      | Jenna Laukkanen (59,92) Silja Kansakoski (1:05,84) Emilia Bottas (1:00,63) Hanna-Maria Seppälä (53,82)               | 4:00,21   |                  |
| 13.       | 2       | 6    | França         | Mathilde Cini (1:00,01) Solene Gallego (1:08,23) Marie Wattel (58,78) Mélanie Henique (55,17)                        | 4:02,19   |                  |
| 14.       | 2       | 4    | Hong Kong      | Wong Toto Kwan To (1:00,07) Yeung Jamie Zhen Me (1:08,32) Chan Kin Lok (1:01,94) Sze Hang Yu (54,28)                 | 4:04,61   |                  |
| 15.       | 2       | 1    | Singapura      | Hoong En Qi (1:05,22) Samantha Yeo (1:08,60) Marina Chan (1:02,05) Amanda Lim (56,48)                                | 4:12,35   |                  |
| 16.       | 1       | 4    | Argélia        | Amel Melih (1:01,95) Hannah Taleb Bendiab (1:11,23) Hamida Nefsi (1:04,44) Souad Nefissa Cherouati (1:01,11)         | 4:18,73   |                  |
| 17. !     | 1       | 5    | África do Sul  | | 9:99,99 ! | DNS              |
| 17. !     | 2       | 0    | Venezuela      | | 9:99,99 ! | DNS              |
| 17. !     | 3       | 0    | Áustria        | | 9:99,99 ! | DNS              |
| 17. !     | 3       | 1    | Paraguai       | Maria Arrua Sofia Lopez Nicole Rautemberg Karen Riveros                                                              | 9:99,99 ! | DNS              |
| 17. !     | 1       | 3    | Dinamarca      | Mie Nielsen (57,68) Matilde Schrøder (1:07,10) Emilie Beckmann (DSQ) Signe Bro                                       | 9:99,99 ! | DSQ              |

### Final
A final teve sua disputa realizada em 11 de dezembro. 
| Colocação         | Raia | Nome           | Nacionalidade                                                                                              | Tempo   | Notas                 |
| ----------------- | ---- | -------------- | --- | ------- | --------------------- |
| Medalha de ouro   | 4    | Estados Unidos | Alexandra DeLoof (56,68) Lilly King (1:03,71) Kelsi Worrell (55,48) Mallory Comerford (52,02)              | 3:47,89 | Recorde do campeonato |
| Medalha de prata  | 6    | Canadá         | Kylie Masse (56,29) Rachel Nicol (1:05,13) Katerine Savard (56,38) Penny Oleksiak (51,07)                  | 3:48,87 | Recorde nacional      |
| Medalha de bronze | 3    | Austrália      | Emily Seebohm (56,18) Jessica Hansen (1:04,83) Emily Washer (56,90) Brittany Elmslie (51,75)               | 3:49,66 |                       |
| 4.                | 5    | Japão          | Emi Moronuki (58,25) Miho Teramura (1:03,56) Rikako Ikee (55,43) Tomomi Aoki (53,04)                       | 3:50,28 |                       |
| 5.                | 1    | China          | Chen Jie (57,63) Shi Jinglin (1:04,69) Zhang Yufei (56,39) Zhu Menghui (52,30)                             | 3:51,01 |                       |
| 6.                | 7    | Rússia         | Marija Kamieniewa (57,66) Natalja Iwaniejewa (1:05,07) Swietłana Czimrowa (57,47) Wieronika Popowa (52,75) | 3:52,95 |                       |
| 7.                | 2    | Itália         | Silvia Scalia (58,82) Martina Carraro (1:05,43) Silvia Di Pietro (56,38) Federica Pellegrini (52,95)       | 3:53,58 |                       |
| 8.                | 8    | Reino Unido    | Georgia Davies (56,83) Chloe Tutton (1:04,72) Laura Stephens (58,67) Georgia Coates (54,32)                | 3:54,54 |                       |

Legenda
| Recorde mundial       | Recorde mundial (World record)               |                       | Recorde africano                      | Recorde africano (African) |                                           | Q | Classificado por posição (Qualified) |
| Recorde do campeonato | Recorde do campeonato (Championship record)  | Recorde da América    | Recorde da América (Americas)         | q                          | Classificado por melhor tempo (Qualified) |   |                                      |
| Melhor marca do ano   | Melhor marca do ano (World leading)          | Recorde asiático      | Recorde asiático (Asian)              | DNS                        | Não largou (Did not start)                |   |                                      |
| Recorde nacional      | Recorde nacional (National record)           | Recorde europeu       | Recorde europeu (European)            | DNF                        | Não terminou (Did not finish)             |   |                                      |
| Recorde pessoal       | Recorde pessoal do atleta (Personal best)    | Recorde da Oceania    | Recorde da Oceania (Oceania)          | DSQ / DQ                   | Desclassificado (Disqualified)            |   |                                      |
| Recorde da temporada  | Recorde da temporada do atleta (Season best) | Recorde sul-americano | Recorde sul-americano (South America) | NM                         | Sem marca (No mark)                       |   |                                      |